# رلز اسپرینگز (میسیسیپی)
رالز اسپرینگز (به انگلیسی: Rawls Springs) مکانی در ایالت میسیسیپی کشور ایالات متحده آمریکا است که جمعیت آن در سرشماری سال ۲۰۱۰ میلادی، ۱٬۲۵۴
نفر بوده‌است.